# Tadeusz Żukowski (generał)

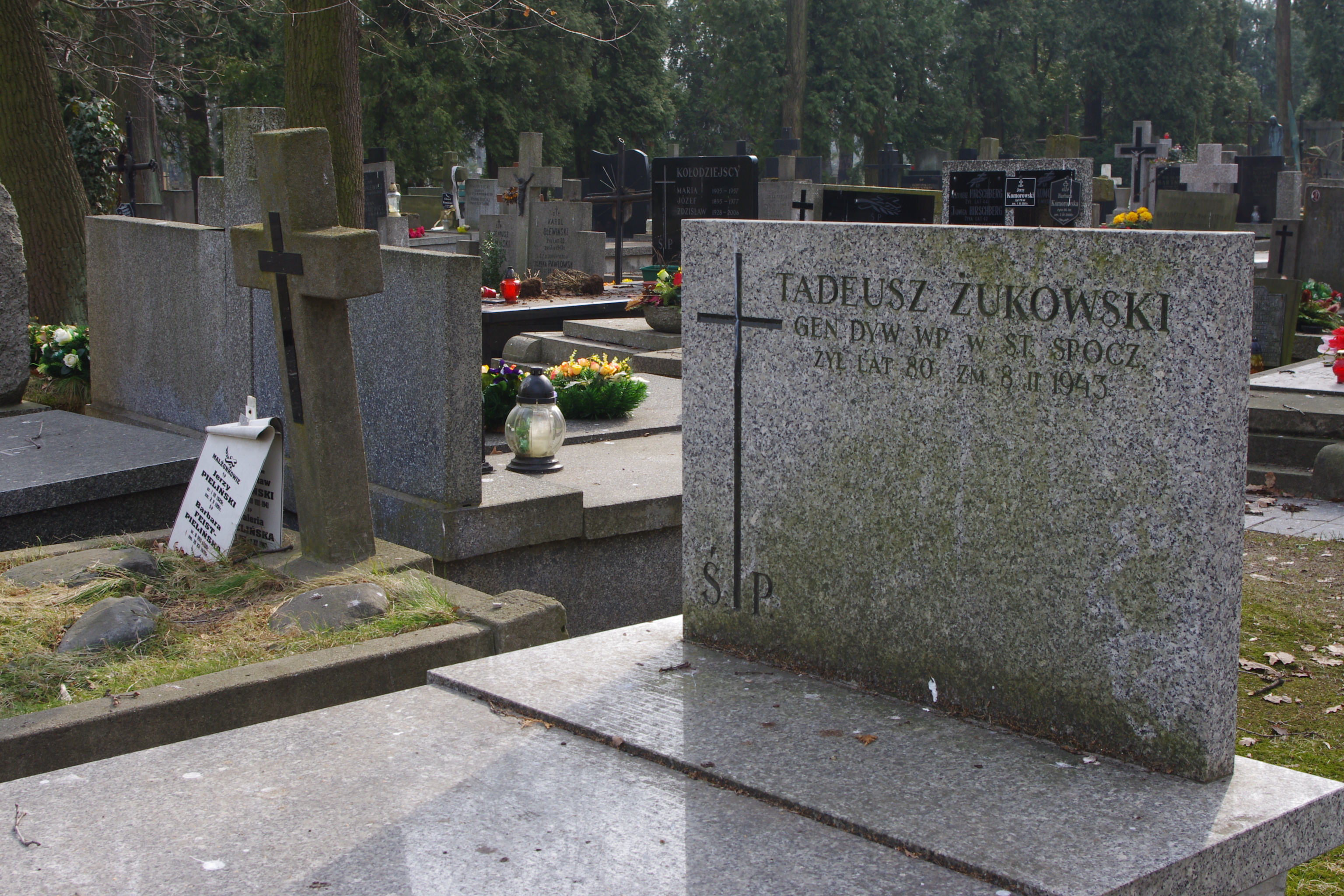
Gróg gen. Tadeusza Żukowskiego na Cmentarzu Wojskowym na Powązkach w Warszawie

Tadeusz Żukowski (ur. 16 września 1862, zm. 14 lutego 1943 w Warszawie) – pułkownik armii Imperium Rosyjskiego, tytularny generał dywizji Wojska Polskiego.

## Życiorys
Od 1917 roku w polskich formacjach wojskowych na Syberii. M.in. organizował 5 Dywizję Strzelców Polskich na Syberii. Był także w 1919 roku przewodniczącym Polskiego Komitetu Wojennego na Syberii i we wschodniej Rosji. We wrześniu 1919 roku wrócił do Polski. 
Do WP przyjęty w stopniu generała podporucznika, zweryfikowany ze starszeństwem z dniem 1 czerwca 1919 roku. 14 października 1920 skierowany ze Stacji Zbornej Oficerów w Warszawie do Centralnej Komisji Kontroli Stanów. 26 października 1923 roku Prezydent RP Stanisław Wojciechowski zatwierdził go w stopniu tytularnego generała dywizji.
Przez pewien czas działał pod pseudonimem Jarema w Radzie Głównej tajnego Pogotowia Patriotów Polskich. W czasie kampanii wrześniowej aresztowany przez Sowietów, przetrzymywany w obozie w Szepietówce, po pewnym czasie zwolniony. Zmarł w Warszawie, pochowano go na Cmentarzu Wojskowym na Powązkach (kwatera A8-1-18).  

## Ordery i odznaczenia
- Medal Niepodległości - 10 grudnia 1931[4]